# Cordial
Cordial was een restaurant in Oss. De eetgelegenheid had van 2002 tot en met 2018 een Michelinster.

## Locatie
Het restaurant was gevestigd in een van de gebouwen van voormalige tapijtenfabriek Bergoss. Het pand, ook wel de 'blauwe zolder' genoemd, is gelegen aan de Oostwal in Oss. Naast restaurant Cordial is ook hotel De Weverij er gevestigd.

## Geschiedenis
De Limburgse chef-kok Rogér Rassin was ruim 10 jaar chef-kok van het restaurant. Hij stond aan het roer toen de eetgelegenheid in 2002 werd onderscheiden met één Michelinster. Rassin verliet Cordial in 2008 om terug te keren bij zijn vorige werkgever: La Rive.
Het restaurant in Oss vond in Joost Verhoeven hun nieuwe chef-kok. Eind 2018 werd bekendgemaakt dat Cordial de Michelinster na 16 jaar weer moest inleveren. Cordial had 16,5 punten in de GaultMillau-gids. De eetgelegenheid stond jaren hoog in top-100 van culinair tijdschrift Lekker, in 2021 was dit plaats 21, de hoogste notering was de zesde plaats in 2010.
In januari 2023 werd bekend dat Cordial in maart van dat jaar de deuren zou sluiten.